# 内源性心脏干细胞
内源性心臟幹細胞（英語：Endogenous cardiac stem cells）是皮耶羅·安韋薩、安娜羅薩·萊里等人聲稱在2003年發現的一種可以修復受損心臟的幹细胞，但後來被證實是一場誇大成效的學術騙局。

## 研究過程
2003年，皮耶羅·安韋薩和安娜羅薩·萊里等人分別在《自然》和《細胞》雜誌上發表論文，宣稱存在著cKit+細胞，或稱為c-kit陽性細胞。該細胞的主要特徵是在心肌梗塞後，可遷移至損傷區域增殖，並且分化成心肌細胞、血管内皮細胞及平滑肌細胞等心肌譜系細胞。
2004年3月，《自然》上有兩篇論文指出無法重復皮耶羅的實驗結果，表達c-kit的骨髓造血幹细胞幾乎不能分化成心肌細胞。多份在2010年代進行的研究顯示，心臟內在的c-kit陽性細胞可自動分化為心肌細胞，但是效率低。2014年，幹細胞領域的專家Jeffery Molkentin證實只有0.027%的cKit+細胞能分化成心肌細胞。哈佛大學醫學院和附屬布萊根婦女醫院對安韋薩的實驗室展開調查。2015年，安韋薩的實驗室被關閉。2017年，哈佛大學醫學院被判賠償政府1000萬美元。2018年，皮耶羅發表的31篇被指涉嫌偽造和篡改實驗數據的論文被撤稿。

## 延伸閱讀
- . 新浪科技.   [2018-10-17]. （原始内容存档于2019-09-19）.
- . 搜狐. 2018-10-15  [2018-10-17]. （原始内容存档于2019-09-16）.
- . 侨报网.   [2018-10-17]. （原始内容存档于2019-10-01）.